# Kisejärv
Kisejärv är en sjö i Estland.   Den ligger i landskapet Võrumaa, i den södra delen av landet, 250 km sydost om huvudstaden Tallinn. Kisejärv ligger 183 meter över havet. Arean är 0,26 kvadratkilometer. I omgivningarna runt Kisejärv växer i huvudsak blandskog. Den sträcker sig 0,8 kilometer i nord-sydlig riktning, och 0,7 kilometer i öst-västlig riktning.